# Luis Puig
Ne pas confondre avec Luis Puig, député uruguayen.
Luis Puig Esteve, né le 11 avril 1915 à Alcúdia et mort le 31 juillet 1990 à  Valence (Espagne), était un dirigeant du cyclisme espagnol qui fut président de l'Union cycliste internationale de 1981 à 1990.

## Biographie
Il fut d'abord directeur sportif, en charge par exemple de l'équipe de Federico Bahamontes, lors du Tour d'Espagne 1958.